# Passo del Brattello
Il passo del Brattello (o del Bratello) è un valico a 953 m s.l.m. dell'Appennino parmense, che collega il territorio di Borgotaro a quello di Pontremoli, ossia la provincia di Parma a quella di Massa Carrara.

## Descrizione
Nell'area si sviluppa il complesso della foresta del Brattello. Alcuni geografi consideravano il passo del Brattello, invece che quello della Cisa, il limite tra l'Appennino ligure e l'Appennino tosco-emiliano.

## Accesso
Il passo è raggiungibile dal versante emiliano attraverso la SP 20, che prosegue poi in territorio toscano come SP 39; il cambio di denominazione avviene in corrispondenza del confine tra la Provincia di Parma e la Provincia di Massa-Carrara, situato qualche centinaio di metri prima del passo.
Il valico è anche attraversato dalla Ferrovia Pontremolese attraverso la Galleria del Borgallo, che permette il collegamento tra la stazione di Borgotaro e la Stazione di Pontremoli.